# Sorgue (Ouvèze)
Die Sorgue (okzitanisch Sòrga) ist ein Fluss in Südfrankreich. Sie entspringt in einer sehenswerten, wasserreichen Karstquelle bei Fontaine-de-Vaucluse und mündet im Gemeindegebiet von Bédarrides in die Ouvèze.

## Source de la Sorgue
Die Source de la Sorgue (dt. „Quelle der Sorgue“) oder auch Fontaine de Vaucluse (dt. „Brunnen des geschlossenen Tals“) genannt, ist die stärkste Quelle Frankreichs und gehört zu den größten von Europa. Sie gab dem Ort Fontaine-de-Vaucluse, in dem sie liegt, seinen Namen. Die mächtige Karstquelle schüttet durchschnittlich 21.800 l/s, versiegt jedoch in Trockenperioden manchmal komplett. Die Quelle der Sorgue befindet sich am Fuße einer 230 Meter hohen Kalksteinfelswand. Das bläulich schimmernde Quellwasser entspringt einem verzweigten Höhlensystem mit mehreren Siphons.

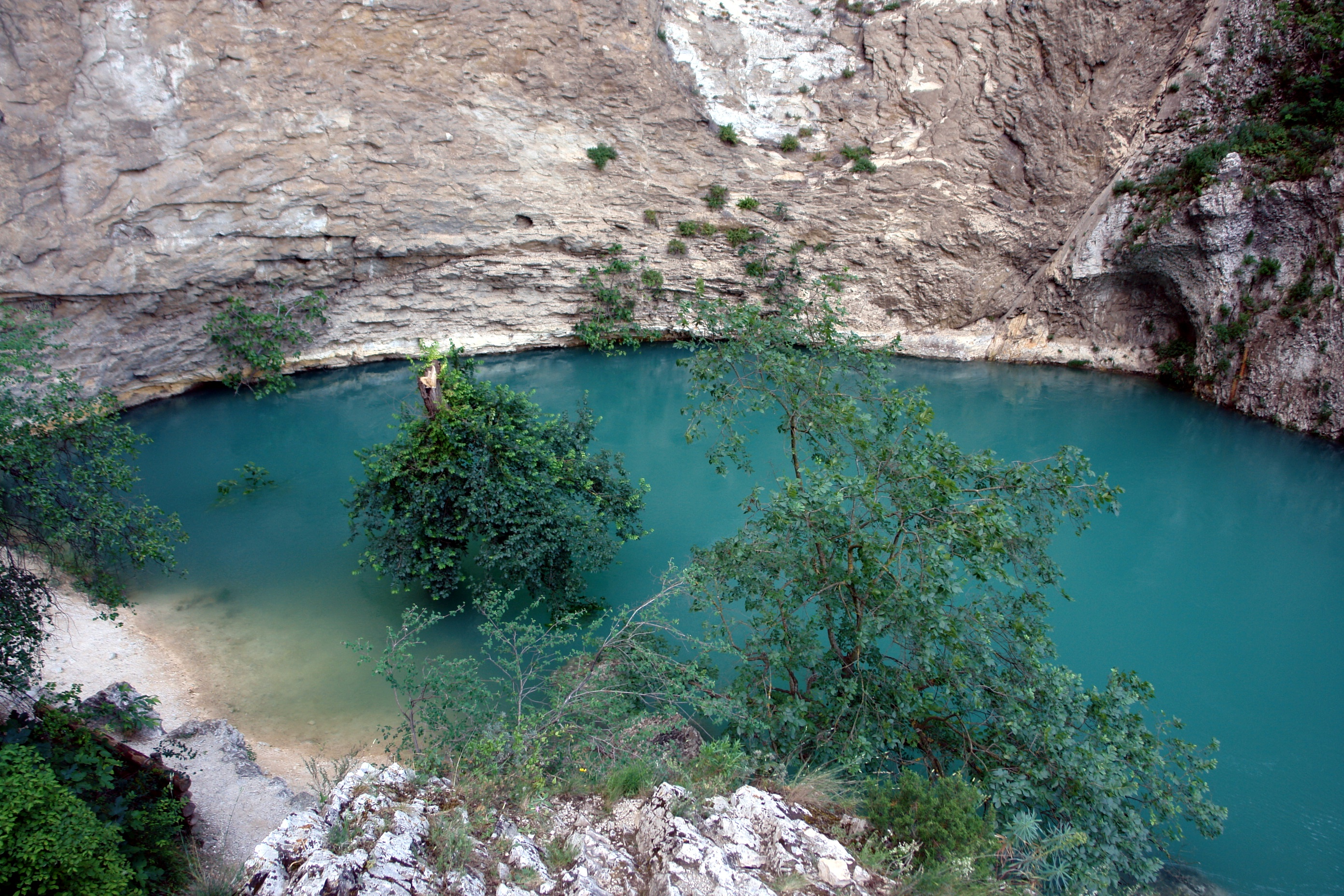
Karstquelle der Sorgue
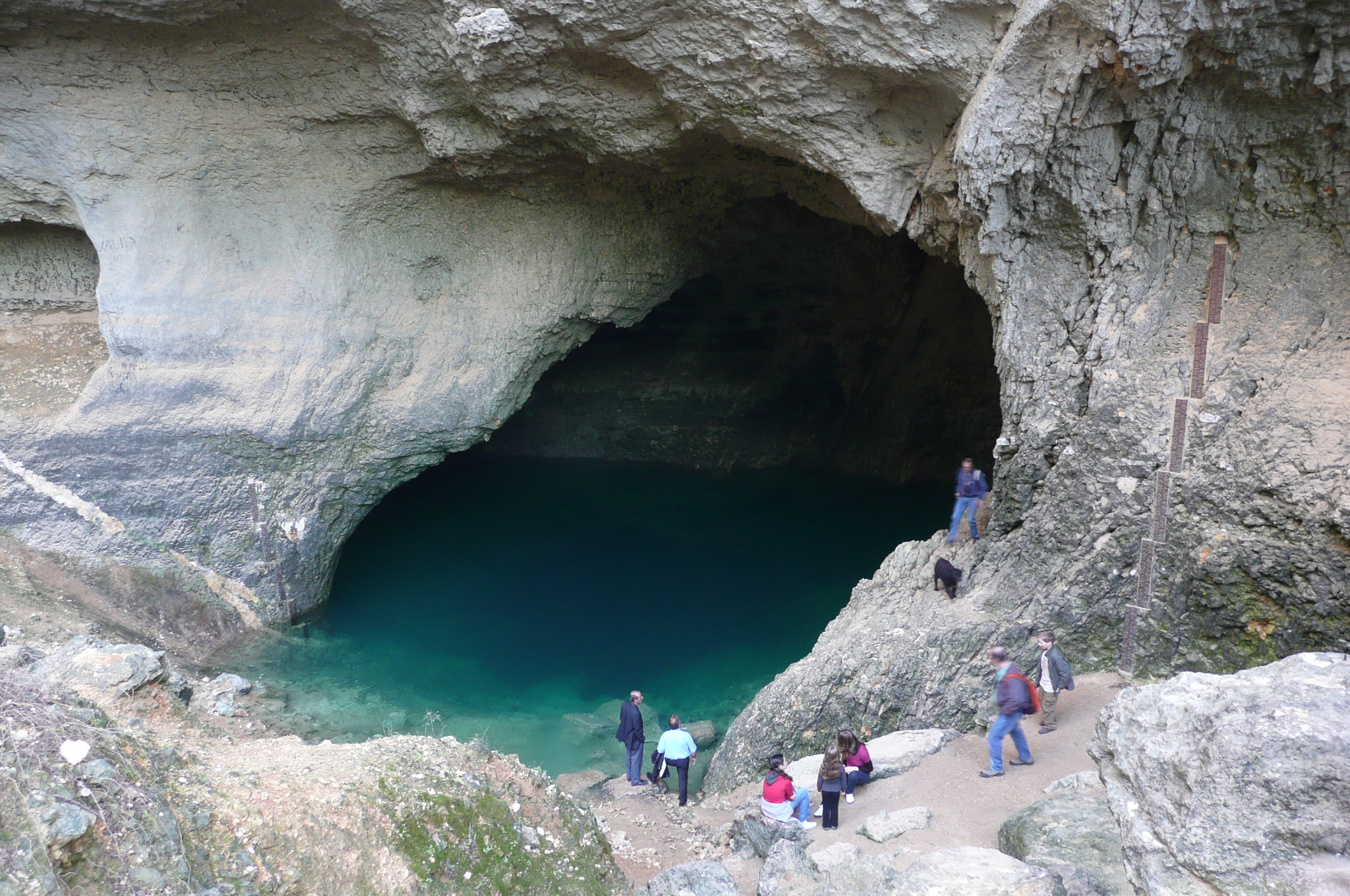
Karstquelle der Sorgue bei Niedrigwasser

## Verlauf
Die Sorgue entwässert zuerst in westlicher Richtung und schwenkt dann Richtung Norden ein. Die Sorgue durchfließt das Département Vaucluse und mündet nach rund 30 Kilometern, im Gemeindegebiet von Bédarrides, knapp nördlich von Sorgues, als linker Nebenfluss in die Ouvèze.
Vor L’Isle-sur-la-Sorgue teilt sich die Sorgue in zwei Arme,
- die Sorgue de Velleron (östlich) und
- die Sorgue d’Entraigues (westlich),

die etwa 25 Kilometer getrennt verlaufen und sich knapp vor der Mündung in die Ouvèze wieder vereinigen.

## Orte am Fluss
- Fontaine-de-Vaucluse
- L’Isle-sur-la-Sorgue
- an der Sorgue de Velleron
  - Velleron
  - Althen-des-Paluds,
- an der Sorgue d’Entraigues
  - Le Thor
  - Saint-Saturnin-lès-Avignon
  - Entraigues-sur-la-Sorgue

## Wirtschaftliche Nutzung

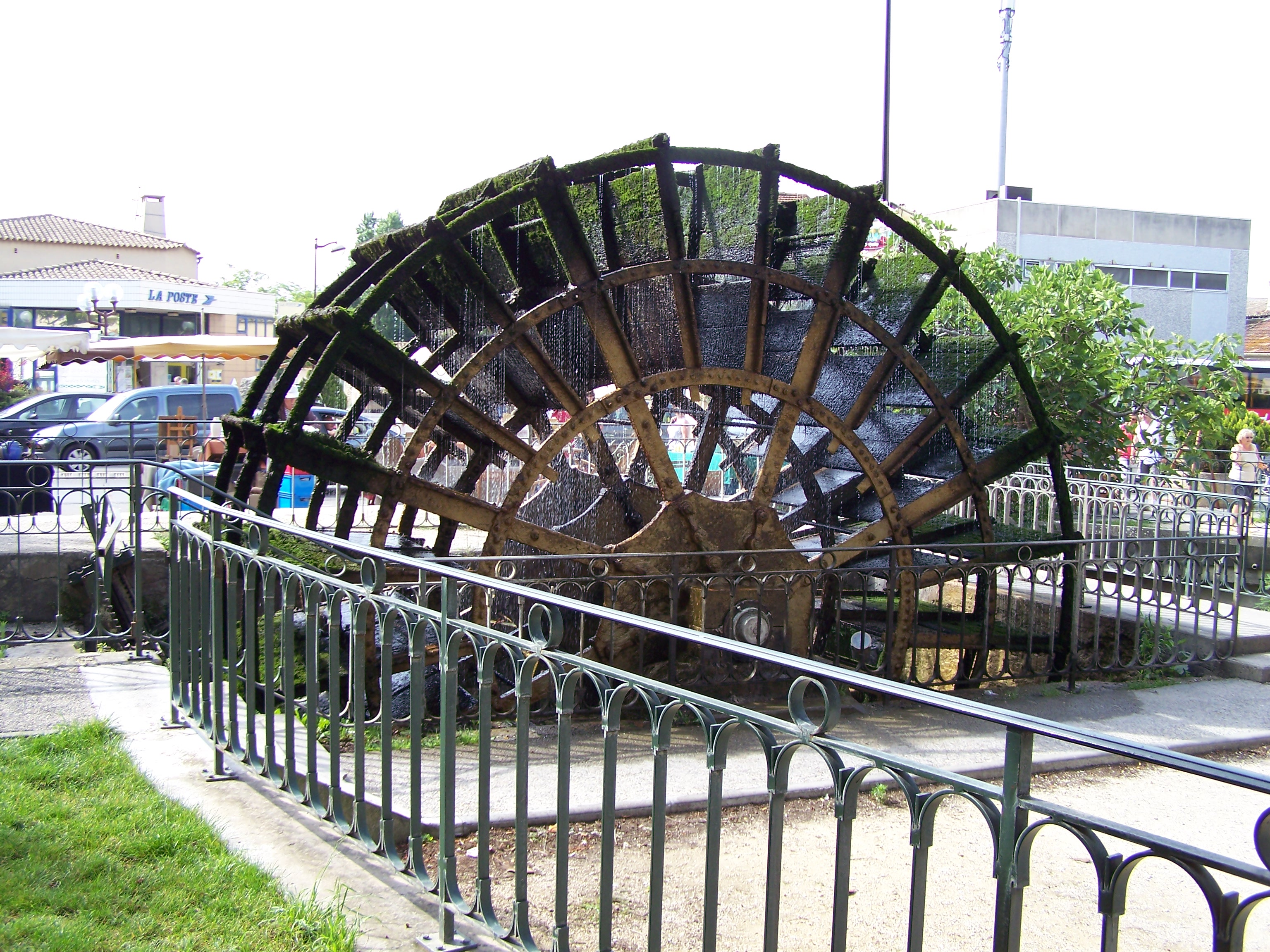
Dekoratives Wasserrad in L’Isle-sur-la-Sorgue

Das Wasser wurde lange genutzt, um Papier-, Getreide- und Krappmühlen sowie Spinnmaschinen anzutreiben. Bereits unmittelbar hinter der Quelle befand sich eine Papiermühle, die heute noch als Schauanlage in Betrieb ist und besichtigt werden kann.
Durch den Canal de Carpentras wird Flusswasser für die Stromerzeugung abgeleitet.
Außerdem wird das Wasser des Flusses zu landwirtschaftlichen Zwecken und durch die Freizeitindustrie zum Kajak- oder Kanufahren und zum Angeln genutzt.